# تپه قزل یازو
تپه قزل یازو مربوط به سده‌های اولیه دوران‌های تاریخی پس از اسلام است و در شهرستان کبودرآهنگ، بخش مرکزی، دهستان حاجیلو، ۵۰۰ متری شرق روستای رامیشان واقع شده و این اثر در تاریخ ۳۰ بهمن ۱۳۸۶ با شمارهٔ ثبت ۲۱۱۹۹ به‌عنوان یکی از آثار ملی ایران به ثبت رسیده است.